# Kathryn Stone
Kathryn Stone (* 26. Oktober 1988 in Edmonton) ist eine kanadische Biathletin.
Kathryn Stone wuchs in Grande Prairie auf. Ihr älterer Bruder brachte sie zum Sport. Dabei probierte sie sich neben dem Skilanglauf in vielen anderen Sportarten vom Hürdensprint bis zum Marathonlauf. Am Augustana University College studierte sie Zell- und Molekularbiologie und schloss mit dem Bachelor of Science ab. 2006/07 startete sie für die Grande Prairie Regional Collegeg Wolves, 2007 bis 2009 für Alberta All Conference, 2009 bis 2011 für das Alberta Biathlon Provincial Team und die Augustana Vikings und seit 2011 für Wapiti Nordic an. Erstes Großereignis wurden die Nordamerikanischen Meisterschaften im Sommerbiathlon 2008 in Canmore, bei denen Stone auf Skirollern 12. des Einzels wurde und hinter Tana Chesham die Silbermedaille im Juniorinnen-Sprint gewann. Bei den Wettbewerben im Crosslauf wurde sie hinter Annik Levesque Zweite der Verfolgung. Bei der Winter-Universiade 2009 war Stone beste Kanadierin und wurde in dem Jahr Sportlerin des Jahres von ihrer Universität. In der Saison 2009/10 gewann sie die Gesamtwertung der kanadischen Rennserie Calforex Cup. Zudem wurde sie bei den Kanadischen Meisterschaften Fünfte des Einzels und sechste über die Freistil-Mittelstrecke im Skilanglauf. Im weiteren Jahresverlauf gewann Stone bei den Nordamerikanischen Meisterschaften im Sommerbiathlon 2010 in Canmore im Rollski-Sprint hinter Claude Godbout die Silbermedaille und wurde im Verfolger Siebter. Erste nennenswerte Erfolge im Biathlon-NorAm-Cup stellten sich in der Saison 2010/11 ein. Bei den Auftaktrennen in Canmore belegte sie im Sprint hinter Betsy Mawdsley den zweiten, in der Verfolgung hinter Karen Messenger und Mawdsley den dritten Rang. In der Gesamtwertung wurde sie Neunte. Beim North American Invitational 2012 in Jericho wurde Stone Fünfte im Sprint und in der Verfolgung und Dritte hinter Hannah Dreissigacker und Katrina Howe im Massenstartrennen. 2011 bestritt sie in Canmore ihre ersten Rennen im IBU-Cup und wurde in ihrem ersten Sprint 32. und gewann auch in den folgenden drei Rennen Punkte.